# 食分

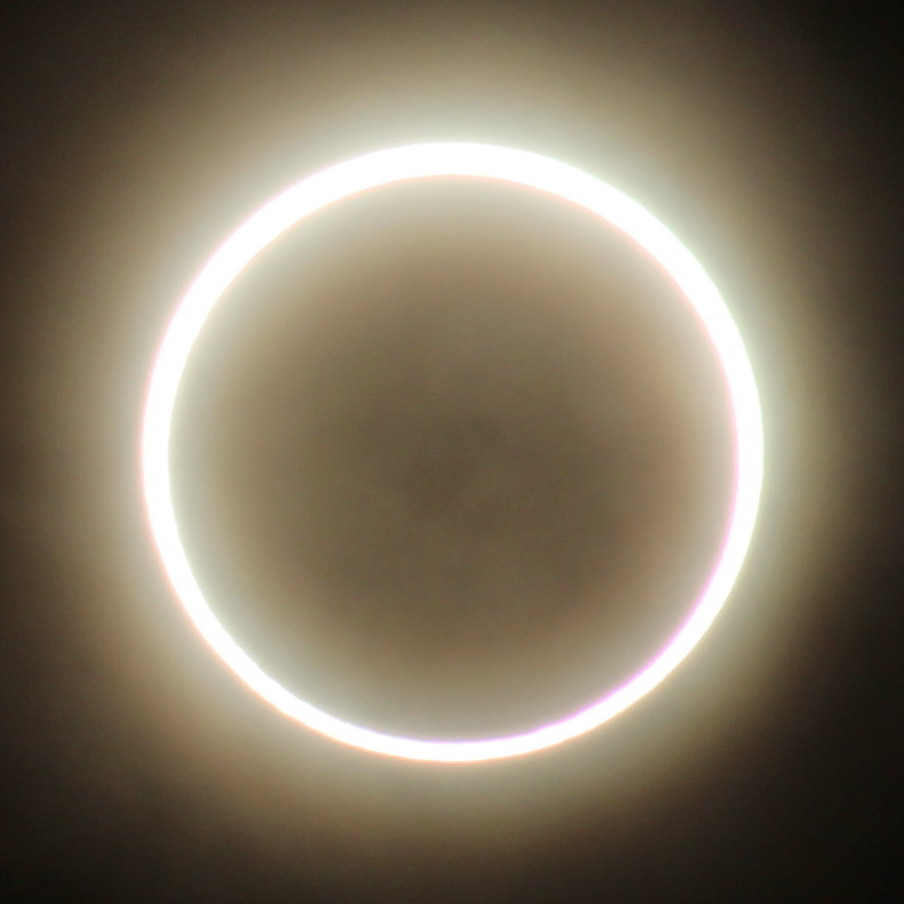
日環食的食分小於1.0（2013年5月攝於澳洲北領地坦農特溪）

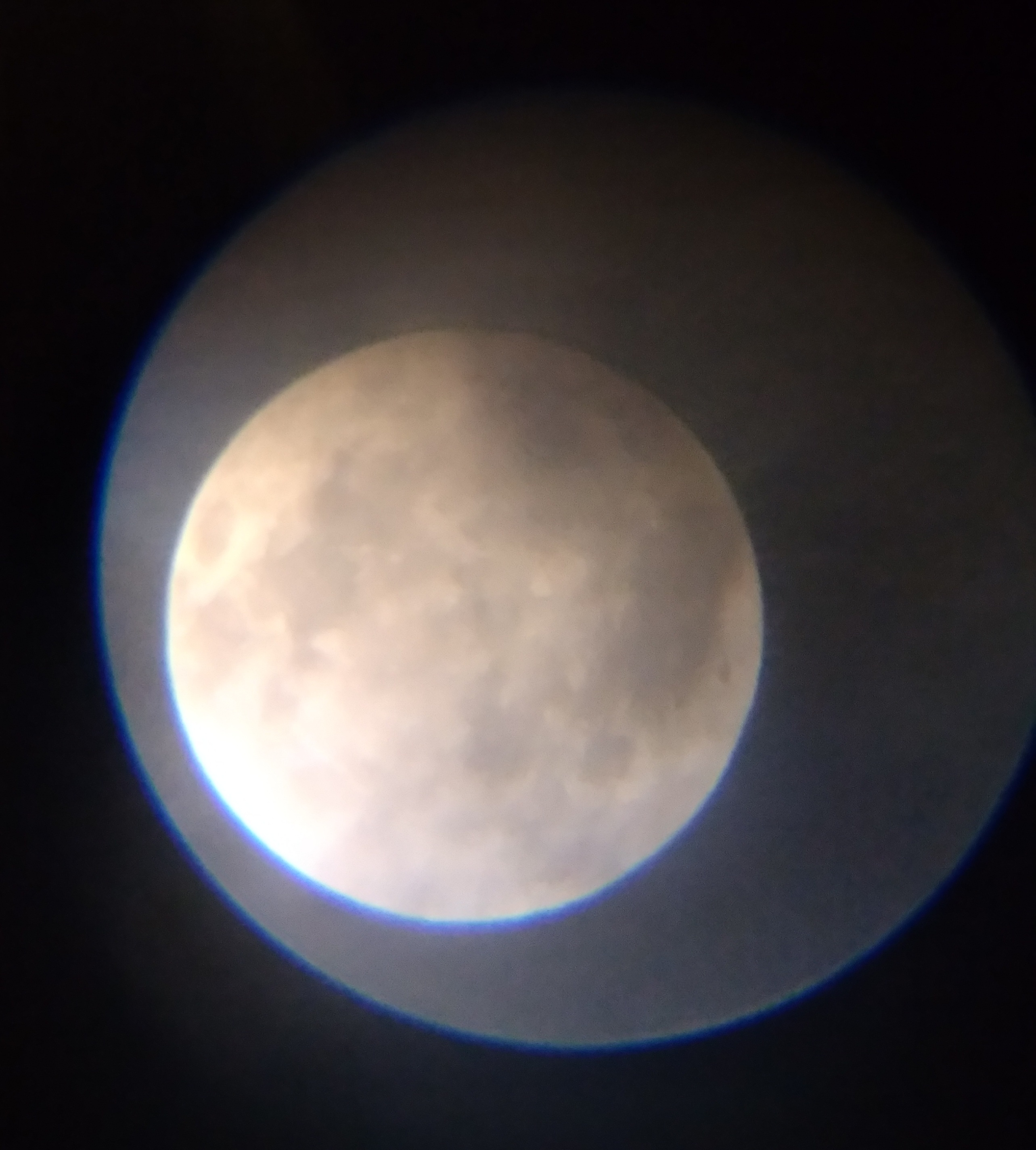
半影月食的食分小于1.0（2023年5月摄于马来西亚古晋市）

食分（英語：magnitude of eclipse，或簡稱 magnitude）是被食天體在食的過程中變暗淡部分在直徑上的分數，這對日食和月食都適用。在偏食和環食，食分永遠介於0.0和1.0之間，而全食時至少是1.0。
從技術面看，食分是這樣計算的：畫一條直線連接食的天體（或本影）和被食天體的中心，找出這條線有多少部分在被食天體被食的部分；這是幾何學上的食分。如果是全食，這條線必須延伸至致食天體（或陰影）最靠近一側的邊緣，並且得到大於1.0的食分。如果沒有食，但是接近失誤，也可以將這條線延伸至最靠近的邊緣，並以負值計算這個距離，得到一個負的幾何學食分。
在英文，食分和星等是同一個字：，因此不要在英文中將天文學上的食分與以對數尺度表示亮度的星等搞混了。更不要將食分與食的遮蔽率搞混了，這是被食面積的比例。

## 食分與日食的關係

mag為月亮視角直徑與太陽的視角直徑之比、黑色實心圓代表月亮、橙色環黃色實心圓代表日蝕狀況

在日環食，食分是食的過程中月球和太陽的角直徑的比值，這個比值小於1.0。
日全食也是一種中心食，食分也是月球和太陽視直徑的比值，但是，這時的比值是1.0或更大。如果日全食不是中心食，則食分是1.0和兩者視直徑比值之間的數值。
在日偏食，食分是太陽的直徑與被月球遮蔽直徑達到最大值時的比值。
月球和太陽的視大小幾乎相同，但是因為月球和地球的距離會隨著時間改變，因此造成這兩者的視大小也相對的變化 (地球和太陽的距離也會改變，但是影響較為輕微而可以忽略)。
當食分大於1，月球的盤面可以將天空中的太陽盤面完全遮蔽掉，這時的日食是日全食。全食的路徑 (也就是月球的影子完全遮蔽抵達地球表面陽光所行經的地區) 相對來說是狹窄的，大多是只有幾百公里的寬度。
當食分小於1，也就是月球的盤面不能完全遮蔽太陽的盤面。當這兩個盤面的中心幾乎對正時，可以看見環狀的陽光環繞在月球的周圍，這稱為日環食。英文的語源來自拉丁文的annulus，意思就是環。
食分不僅是在不同的食有所不同，在給定的食的過程中也會改變。一次日食可能開始是環食，然後成為全食；反過來也有可能。在極罕見的情況下，日食可以從環食成為全食，再回復為環食。這種混合的型式稱為全環食。
同樣的，在一個地點觀測，瞬間的食分也會改變，當食開始時，食分從0.0開始增加，達到一個極大值之後又開始降低，當降至0.0時，這次的食就結束了。而當說食分的值卻又沒有進一步的規範，通常意味著是食甚 (食最大) 時的食分。

## 食分與月食的關係

月食食的情況。

在月食中的關係也十分相似，但是有一些差別。首先，被食的天體是月球，還有食的物件是地影。其次，因為地影的角直徑在月球的距離永遠是大於月球，因此沒有月環食，而只有月全食或月偏食。第三，地影有黑暗的本影和非常明亮的半影兩種不同的區域。因此月食有兩種集合學上的食分：本影食分和半影食分。如果最大的本影食分是負值，表示月球沒有進入地球的本影 － 月球只是經過半影區，這樣的食就稱為半影月食。

## 外部連結
- Eclipse Magnitude （页面存档备份，存于）
- 七一六又見月全食
- 日食古籍
- Progress of Partial Lunar Eclipse